# Lijst van voetbalinterlands Bosnië en Herzegovina - Portugal
Deze lijst van voetbalinterlands is een overzicht van alle officiële voetbalwedstrijden tussen de nationale teams van Bosnië en Herzegovina en Portugal. De landen speelden tot op heden zes keer tegen elkaar. De eerste ontmoeting, een play-offwedstrijd in de kwalificatiereeks voor het Wereldkampioenschap voetbal 2010, werd gespeeld in Lissabon op 14 november 2009. Het laatste duel, een kwalificatiewedstrijd voor het Europees kampioenschap voetbal 2024, vond plaats op 16 oktober 2023 in Zenica.

## Wedstrijden
| № | Plaats   | Datum            | Competitie           | Wedstrijd                        | Uitslag |
| - | -------- | ---------------- | -------------------- | -------------------------------- | ------- |
| 1 | Lissabon | 14 november 2009 | WK 2010 kwalificatie | Portugal – Bosnië en Herzegovina | 1 – 0   |
| 2 | Zenica   | 18 november 2009 | WK 2010 kwalificatie | Bosnië en Herzegovina – Portugal | 0 – 1   |
| 3 | Zenica   | 11 november 2011 | EK 2012 kwalificatie | Bosnië en Herzegovina – Portugal | 0 – 0   |
| 4 | Lissabon | 15 november 2011 | EK 2012 kwalificatie | Portugal – Bosnië en Herzegovina | 6 – 2   |
| 5 | Lissabon | 17 juni 2023     | EK 2024 kwalificatie | Portugal – Bosnië en Herzegovina | 3 – 0   |
| 6 | Zenica   | 16 oktober 2023  | EK 2024 kwalificatie | Bosnië en Herzegovina − Portugal | 0 − 5   |

## Samenvatting
| Competitie      | Totaal gespeeld | Winst Bosnië en Her. | Gelijk | Winst Portugal | Doelsaldo Bosnië en Her. – Portugal |
| --------------- | --------------- | -------------------- | ------ | -------------- | ----------------------------------- |
| WK-kwalificatie | 2               | 0                    | 0      | 2              | 0 − 2                               |
| EK-kwalificatie | 4               | 0                    | 1      | 3              | 2 − 14                              |
| Totaal          | 6               | 0                    | 1      | 5              | 2 − 16                              |

Wedstrijden bepaald door strafschoppen worden, in lijn met de FIFA, als een gelijkspel gerekend.

## Details

### Eerste ontmoeting
| WK-kwalificatie (play-offs) (Lissabon, Portugal, 14 november 2009): |       |                       |
| Portugal                                                            | 1 – 0 | Bosnië en Herzegovina |
| Bruno Alves 31'                                                     | goals |                       |

### Tweede ontmoeting
| WK-kwalificatie (play-offs) (Zenica, Bosnië en Herzegovina, 18 november 2009): |       |                   |
| Bosnië en Herzegovina                                                          | 0 – 1 | Portugal          |
|                                                                                | goals | 56' Raul Meireles |

### Derde ontmoeting
| EK-kwalificatie (play-offs) (Zenica, Bosnië en Herzegovina, 11 november 2011): |       |          |
| Bosnië en Herzegovina                                                          | 0 – 0 | Portugal |
|                                                                                | goals |          |

### Vierde ontmoeting
| EK-kwalificatie (play-offs) (Lissabon, Portugal, 15 november 2011):                                         |       |                                               |
| Portugal | 6 – 2 | Bosnië en Herzegovina                         |
| Cristiano Ronaldo 8' Nani 24' Cristiano Ronaldo 53' Hélder Postiga 72' Miguel Veloso 80' Hélder Postiga 82' | goals | 41' (pen.) Zvjezdan Misimović 65' Emir Spahić |